# وظيفة متكاملة محليا
تُعرّف الدالة القابلة للتكامل محليًا (أو الدالة القابلة للجمع محليًا) في الرياضيات بأنها دالة يمكن تكاملها، أي أن تكاملها يكون محدودًا، داخل أي مجموعة فرعية مدمجة من مجال تعريفها. تكتسب هذه الدوال أهميتها من التشابه بين مساحتها ومساحات أخرى، لكنها لا تخضع لقيود صارمة على معدل نموها عند حدود المجال، حتى إذا كان المجال غير محدودًا. بعبارة أخرى، يمكن للدوال القابلة للتكامل محليًا أن تكبر عند حدود المجال ولكنها تظل قابلة للإدارة بطريقة مماثلة للدوال القابلة للتكامل العادي.